# Pak Či-hjo
Pak Či-hjo (korejsky 박지효 anglický přepis Park Ji-hyo, narozena jako Pak Či-su, * 1. února 1997), známá jako Jihyo, je jihokorejská zpěvačka, modelka a tanečnice. Je členkou a zároveň lídrem dívčí jihokorejské skupiny Twice pod JYP Entertainment.

## Život a kariéra
Jihyo se narodila jako Pak Či-su 1. února 1997 v Kuri v provincii Kjonggi v Jižní Koreji.
JYP Entertainment vyhledal Jihyo poté, co se zúčastnila soutěže na Junior Naver a umístila se na druhém místě. Poté v osmi letech nastoupila do JYP Entertainment jako praktikantka a před debutem deset let trénovala. Jihyo měla debutovat v dívčí skupině 6mix spolu s Nayeon, Jeongyeon a Sanou, ale projekt byl zrušen. Místo toho se všichni zapojili do televizní reality show Sixteen, soutěže určené k výběru zakládajících členů Twice. Před soutěží si legálně změnila jméno na Jihyo. Jako jedna z devíti úspěšných soutěžících se dostala do nově vzniklé dívčí skupiny Twice.

### Fotoknihy
| Název            | Datum vydání   | Vydavatel         | Reference |
| ---------------- | -------------- | ----------------- | --------- |
| Yes, I am Jihyo. | 20. srpna 2021 | JYP Entertainment | [ 6 ]     |

## Diskografie

### Mini Alba
- Zone (2023)

### Singly
| Název                                                     | Rok vydání | Album                                               | Reference |
| --------------------------------------------------------- | ---------- | --------------------------------------------------- | --------- |
| „The Reason Why I'm Beautiful“ (with Ben and Jung Eun-ji) | 2016       | Popular Music Crush Pt. 1 from Inkigayo Music Crush | [ 7 ]     |
| Killin' Me Good                                           | 2023       | ZONE                                                |           |